# 雪映移城
《雪映移城》（英語：Tohoku Travel）是香港電視廣播有限公司拍攝製作的旅遊節目，全節目共10集，由王翠玲及裕美主持，陳志雲作聲音旁白。
節目介紹日本東北六縣，包括福島縣、宮城縣、山形縣、岩手縣、秋田縣及青森縣的風土人情、著名景點及特色料理等。節目主題曲 《雪映移城》，由鄧智偉作曲及編曲，裕美主唱。

## 內容
| 集數 | 播映日期 | 標題                     | 主持             | 縣市           | 旅遊地點                 |
| ---- | -------- | ------------------------ | ---------------- | -------------- | ------------------------ |
| 01   | 2月26日  | 雪映銀山                 | 王翠玲、和田裕美 | 山形縣         | 銀山溫泉                 |
| 02   | 2月27日  | 奇異的雪國 樹冰          | 王翠玲           | 山形縣         | 最上川、藏王山           |
| 03   | 2月28日  | 魔幻的雪中蘋果           | 王翠玲           | 青森県         | 弘前                     |
| 04   | 3月1日   | 文化初體驗               | 王翠玲           | 青森縣、岩手縣 | 弘前、盛岡               |
| 05   | 3月2日   | 東北 真善美              | 王翠玲、和田裕美 | 岩手縣、秋田縣 | 平泉町、秋田市           |
| 06   | 3月5日   | 我愛秋田犬               | 和田裕美         | 秋田県         | 稻庭、角館               |
| 07   | 3月6日   | 魯迅先生，你好嗎？我很好 | 和田裕美         | 青森縣、宮城縣 | 八戶、仙台               |
| 08   | 3月7日   | 太平洋…大日出            | 和田裕美         | 宮城縣         | 松島、氣仙沼、南三陸     |
| 09   | 3月8日   | 一間快樂的民宿           | 和田裕美         | 福島縣         | 會津若松、磐梯山、大內宿 |
| 10   | 3月9日   | 難忘的日本東北之旅       | 和田裕美         | 福島縣、栃木縣 | 磐城、鬼怒川、益子町     |

## 相關節目
- 好友移城
- 嘯後瀛風